# Parti uni des Îles Cook
Le Parti uni des Îles Cook (en anglais : Cook Islands United Party abrégé CIUP) est un parti politique des Îles Cook. Le parti est fondé en octobre 2018 par les anciens ministres Nandi Glassie et Teariki Heather,.
Teariki Heather se présente lors de l'élection partielle de la circonscription d'Ivirua mais il échoue. Le parti ne participe pas à l'élection partielle de la circonscription de Tengatangi-Areora-Ngatiarua, Nandi Glassie préférant se présenter sous l'étiquette du Parti démocrate.
En décembre 2021 le parti annonce la présentation de onze candidats aux élections législatives de 2022 aux Îles Cook. Le programme du parti comporte une limite de deux mandats pour les députés et l'introduction de prélèvements à l'importation pour promouvoir les entreprises locales. Les premiers résultats des élections montrent que le parti remporte 4 sièges, avec un 5e siège à égalité. Les résultats définitifs donnent trois sièges au parti.

## Résultats électoraux

### Élections législatives
| Année | Voix  | %     | Élus   | Rang |
| ----- | ----- | ----- | ------ | ---- |
| 2022  | 1 660 | 18,81 | 3 / 24 | 3e   |